# Nikolaj Karakulov
Nikolaj Zacharovič Karakulov (rusky Николай Захарович Каракулов; 10. srpna 1918 – 10. března 1988) byl sovětský atlet, sprinter, mistr Evropy v běhu na 200 metrů z roku 1946.

## Sportovní kariéra
Byl celkem sedmnáctkrát mistrem SSSR v bězích na 100 a 200 metrů i ve štafetě na 4 × 100 metrů. Na prvním poválečném mistrovství Evropy v Oslo v roce 1946 zvítězil v běhu na 200 metrů ve svém nejlepším výkonu 21,6. Na dalším evropském šampionátu v Bruselu v roce 1950 byl členem vítězné sovětské štafety na 4 × 100 metrů.